# ألكسندر أوكيدجا
ألكسندر أوكيدجا (مواليد 19 يوليو 1988 في نيفير - فرنسا) لاعب كرة قدم دولي جزائري مولود بفرنسا يلعب حاليا لصالح نادي ميتز الفرنسي في مركز حارس مرمى.

## روابط خارجية
- ألكسندر أوكيدجا على موقع رابطة كرة القدم الفرنسية للمحترفين (الإنجليزية)
- ألكسندر أوكيدجا على موقع قاعدة بيانات كرة القدم.إي يو (الإنجليزية)
- ألكسندر أوكيدجا على موقع ليكيب (الفرنسية)
- ألكسندر أوكيدجا على موقع ناشيونال فوتبول تيمز (الإنجليزية)
- ألكسندر أوكيدجا على موقع Soccerbase.com (لاعب) (الإنجليزية)
- ألكسندر أوكيدجا على موقع Soccerway.com (الإنجليزية)
- ألكسندر أوكيدجا على موقع كووورة
- ألكسندر أوكيدجا على موقع AS.com (الإسبانية)